# Мечеть Сиди Тургут

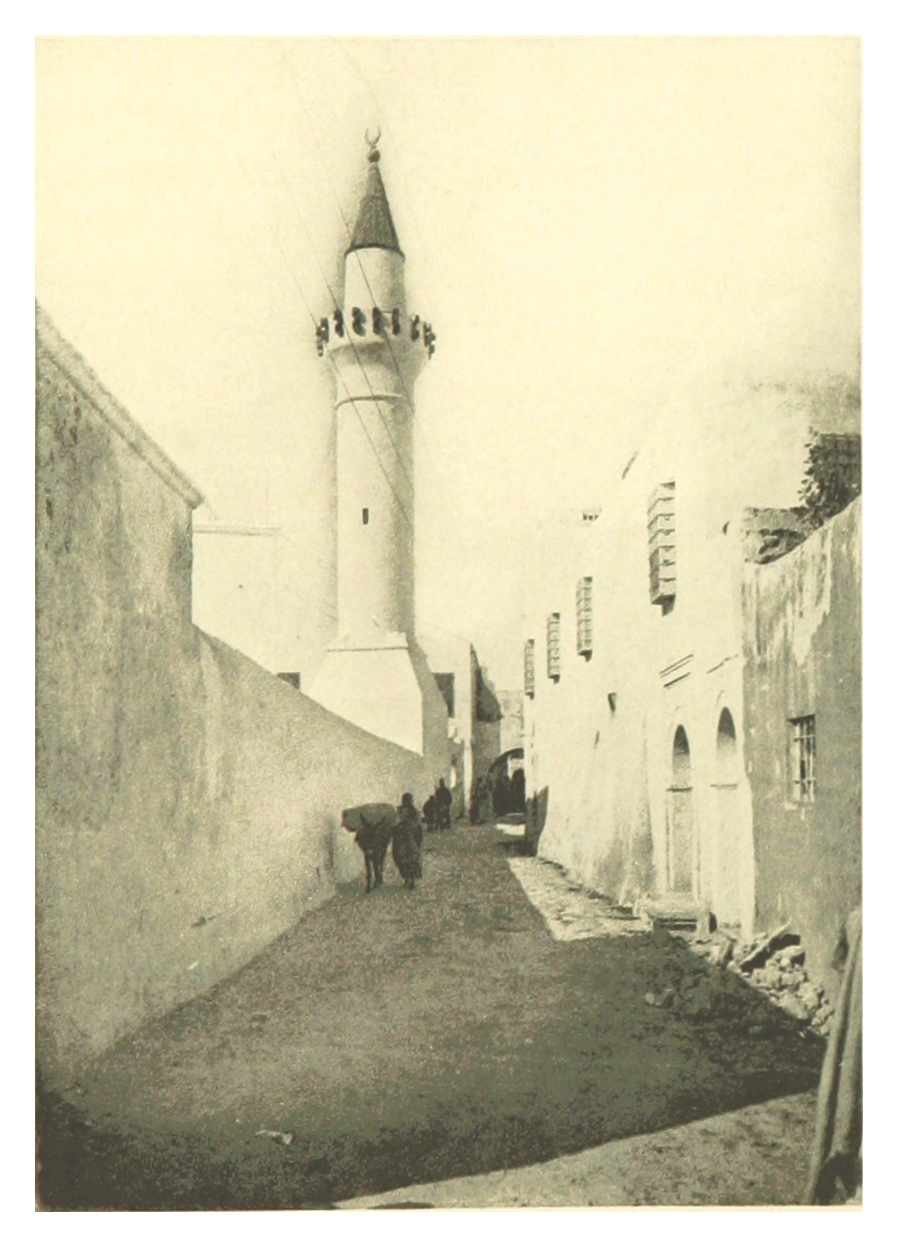
Вид на мечеть Сиди Тургут в конце XIX века

Мечеть Сиди Тургут (араб. جامع درغوت باشا‎) — мечеть в столице Ливии. Была построена в середине XVI века.

## История
Мечеть Сиди Тургут была построена примерно в 1560 году османским губернатором Тургут-реисом, вскоре после того, как в 1551 году Триполи было захвачено османами у госпитальеров. На месте мечети раньше располагался католический храм. Церковь пережила осаду 1551 года, и Тургут лично выбрал это место для строительства мечети. Согласно местной традиции, здание храма осталось нетронутым и вошло в конструкцию мечети.
После того, как Тургут-реис был убит во время Великой осады Мальты в 1565 году, его тело было перевезено в Триполи и похоронено в мечети.
В начале XVII века Искандер-паша внес в конструкцию мечети ряд изменений, включая реконструкцию минарета и строительство хаммама.
После того как в 1911 году территория Ливии была захвачена Италией, Управление памятников и раскопок провело точное обследование мечети Сиди Даргут в 1921 году. 20-х годах XX века была проведена полная реконструкция здания. Однако во время Второй мировой войны оно подверглось бомбардировке и центральная часть здания (бывшая церковь) сильно пострадала. Работы по реконструкции проводил Али Мохамед Абу Зайан, но восстановленная мечеть имеет ряд отличий от первоначального здания.
Повстанцы несколько раз пытались осквернить мечеть в ходе гражданской войны в Ливии в 2014 году.

## Описание
Мечеть Сиди Тургут была первой мечетью в османском стиле, построенной в Триполи. В здании есть Т-образный молитвенный зал, по плану напоминающий мечети Анатолии. Церковь Госпитальеров представляла собой небольшое прямоугольное здание с деревянными балками, поддерживающими плоскую крышу, и когда она была преобразована в мечеть, по обе стороны от первоначального здания были добавлены новые крылья. Мечеть расположена внутри трапециевидной ограды, которая включает в себя другие сооружения, в том числе кладбище.
Молельный зал имеет крышу, первоначально состоявшую из 27 небольших куполов (32 после послевоенной реконструкции). Этот элемент типичен для традиционной ливийской архитектуры, а позже он стал обычным элементом мечетей, построенных в этом регионе. Мечеть включает в себя два михраба, а рядом с одним из них найдено несколько гробниц, в том числе гробницы Тургута и его семьи. В мечети также есть фонтан для омовения (известный как мидха) и минарет, реконструированный Искандером-пашой в 1602 году.